# Вербовка (Шаргородский район)
Вербовка (укр. Вербівка) — село на Украине, находится в Шаргородском районе Винницкой области.
Код КОАТУУ — 0525381203. Население по переписи 2001 года составляет 313 человек. Почтовый индекс — 23552. Телефонный код — 4344.
Занимает площадь 12,78 км².

## Религия
В селе действует храм Святых Космы и Дамиана Шаргородского благочиния Могилёв-Подольской епархии Украинской православной церкви.

## Адрес местного совета
23532, Винницкая область, Шаргородский р-н, с. Деребчин, ул. Ленина, 93